# Louis Tytgadt
Louis Tytgadt, né à Lovendegem 27 avril 1841 et mort à Gand le 9 mai 1918, est un peintre belge d'histoire, de sujets religieux, de genre et de portraits.
Initialement formé à l'Académie royale des beaux-arts de Gand par Théodore Canneel, Louis Tytgadt parfait son art à Paris, auprès du peintre académique Alexandre Cabanel. À partir de 1867, il voyage en Italie et ramène de nombreuses esquisses lorsqu'il revient s'installer à Gand en 1869. Où, depuis le Salon de Bruxelles de 1866, il se fait connaître en participant à de nombreuses expositions en Belgique, en Europe et aux Amériques.
Académicien reconnu dans les salons, bénéficiant de commandes officielles, et honoré d'une médaille d'or à Anvers en 1879, il arrive que Louis Tytgadt traite prudemment la question sociale dans quelques-unes de ses œuvres. Professeur en 1880, puis directeur de l'académie de 1892 à 1902, il est favorable à la construction d'un nouveau Musée des Beaux-Arts de Gand, édifié en 1902, année où il devient président de la commission du musée et continue à être impliqué dans la gestion muséale jusqu'à sa mort advenue en 1918. 

## Biographie

### Famille et formation
Né à Lovendegem, en Flandre-Orientale, le 27 avril 1841, Louis Tytgadt est le dernier enfant de Petrus Tytgadt (1792-1849), boulanger, natif de Sleidinge, et de Maria Barbara Van Laere (1795-1872), native de Gand. Le 17 avril 1868, il épouse à Gand Hortense Ghislain, (née à Gand le 27 décembre 1847 et morte dans la même ville le 8 décembre 1925),.
Animé par une vocation artistique précoce, Louis Tytgadt entre, en 1855, dans la classe élémentaire de l'Académie royale des beaux-arts de Gand, où il est formé par Théodore Canneel. En 1865, Louis Tytgadt est retenu parmi les six candidats autorisés à participer au prix de Rome belge de peinture, mais il ne parvient pas à l'obtenir. Il suit, durant deux ans, à partir de 1867, des cours de peinture à Paris dans l'atelier d'Alexandre Cabanel, peintre académique du Second Empire. Ensuite, il voyage en Italie en 1868 et 1869, d'où il ramène de nombreuses esquisses,,.

### Carrière
Il peint principalement des scènes historiques, des sujets religieux, des scènes de genre et des portraits. Peintre de la bourgeoisie gantoise, les béguines et les Béguinages de Gand sont également un de ses sujets de prédilection. En 1867, il reçoit ses premières commandes officielles : Le Martyre de saint Étienne pour l'église de Lovendegem et un tableau pour le maître-autel de l'église de Kemzeke à la demande du gouvernement, après qu'il s'est fait connaître au Salon de Bruxelles de 1866.
Académicien reconnu dans les salons, et honoré d'une médaille d'or à Anvers en 1879, il arrive que Louis Tytgadt aborde prudemment la question sociale en réalisant des œuvres telles que Dernières nouvelles, évoquant l'analphabétisme, ou Fillettes au champ qui suggère la réalité du travail des enfants.
En 1872, après avoir donné durant quelques mois, des cours de dessin à Wetteren, Louis Tytgadt est nommé professeur de la classe des principes à l'Académie royale des beaux-arts de Gand, dont il devient directeur de 1892 à 1902. Ses élèves les plus renommés sont : Georges Buysse, Jules De Bruycker, Jean François De Boever et Gustave van de Woestijne. En juin 1875, demeuré en contact avec des artistes français, Louis Tytgadt et Félix Cogen visitent, le musée Frans Hals à Haarlem en compagnie d'Eugène Fromentin.
En 1878, le roi Léopold II lui achète son œuvre Femmes soignant des blessés. Lors des fêtes nationales marquant le cinquantième anniversaire de l'indépendance de la Belgique en août 1880, Louis Tytgadt, de concert avec des artistes tels Constantin Meunier et Alfred Cluysenaar, réalise les dessins des costumes et des chars du cortège historique parcourant la ville de Bruxelles.
Il mène campagne pour la construction d'un nouveau Musée des Beaux-Arts de Gand, indépendant de l'académie, édifié en 1902. Cette année-là, il devient président de la commission du musée et continue à être impliqué dans la gestion muséale jusqu'à sa mort.
Louis Tytgadt meurt dans sa villa, place du Béguinage no 23 à Gand, le 9 mai 1918, à l'âge de 77 ans. Il est inhumé, après un service religieux à l'église Sainte-Élisabeth, au cimetière de Mont-Saint-Amand,.

## Œuvres

### Expositions
Louis Tytgadt participe à de nombreuses expositions. En 1883, il a déjà exposé ses œuvres à 27 reprises.
- Salon de Bruxelles de 1866 : Saint Étienne conduit au martyre[4].
- Salon d'Anvers de 1867 : Dernier espoir de la mère de Moïse[12].
- Salon de Gand de 1868 : Que votre volonté soit faite, Le Chemin du Golgotha, La Transtéverine, Jeune fille italienne et Jeune homme napolitain[13].
- Salon de Liège de 1869 : Que votre volonté soit faite[14].
- Salon de Gand de 1871 : Portrait, Souvenir d'Italie, Martyre de Sainte Barbe et Prêche de Saint Vincent[15].
- Salon de Bruxelles de 1872 : La Charité et Souvenir d'Italie[16].
- Salon d'Anvers de 1873 : Portrait de M. R. de K. de D. et La Confidence[17].
- Exposition internationale de Londres de 1873 : Souvenir de Venise, médaille[18].
- Exposition internationale de Londres de 1874 : Le Retour des champs, médaille[18].
- Salon de Gand de 1874 : Souvenir d'Italie, Retour des glaneuses et deux portraits[19].
- Salon de Bruxelles de 1875 : Dernier soutien[20].
- Salon de peinture et de sculpture de Paris de 1877 : Gitanella[5].
- Salon de Gand de 1877 : Dernières nouvelles, Gitanella et La Réprimande[3],[21].
- Salon de Bruxelles de 1878 : Épisode de la Guerre d'Orient[22].
- Exposition universelle de 1878 à Paris : Une Offrande[18].
- Salon d'Anvers de 1879 : La Répétition et Les femmes monténégrines pendant la guerre[23], médaille d'or[6].
- Salon de Gand de 1880 : Charles VI devant le corps de Philippe van Artevelde après la bataille de Roosebeke[24].
- Salon de Bruxelles de 1881 : Portrait de Mme … et Saint Sébastien blessé[25].
- Exposition de Caracas de 1883 : Le Christ au jardin des oliviers[11].
- Exposition internationale d'Amsterdam de 1883 : Fatiguée[26].
- Salon de Gand de 1883 : Portrait de Melle X** et À l'église, Île de Marken, Hollande septentrionale[27].
- Salon de Gand de 1886 : Portrait de Mme M.[28].
- Salon de Gand de 1889 : Portrait de Mr le chevalier de N. de R.[29].
- Exposition universelle de 1889 à Paris : Au béguinage de Gand[30].
- Salon d'Anvers de 1891 : Pour grand-père[31].
- Salon de Gand de 1892 : Une Leçon de broderie au béguinage de Gand[32].
- Exposition universelle de 1893 à Chicago : Filles et cerises[33].
- Salon de Gand de 1895 : Intérieur de l'église du petit béguinage de Gand[34].
- Salon de Bruxelles de 1897 : Portrait (peinture), Ouvroir au petit béguinage de Gand (dessin)[35].
- Salon de Bruxelles de 1903 : Vieillard[36].
- Salon des artistes français de 1903 : peintre étranger invité[37].
- Salon des artistes français de 1904 : peintre étranger invité[38].
- Salon d'Anvers de 1904[39].

### Galerie de peintures

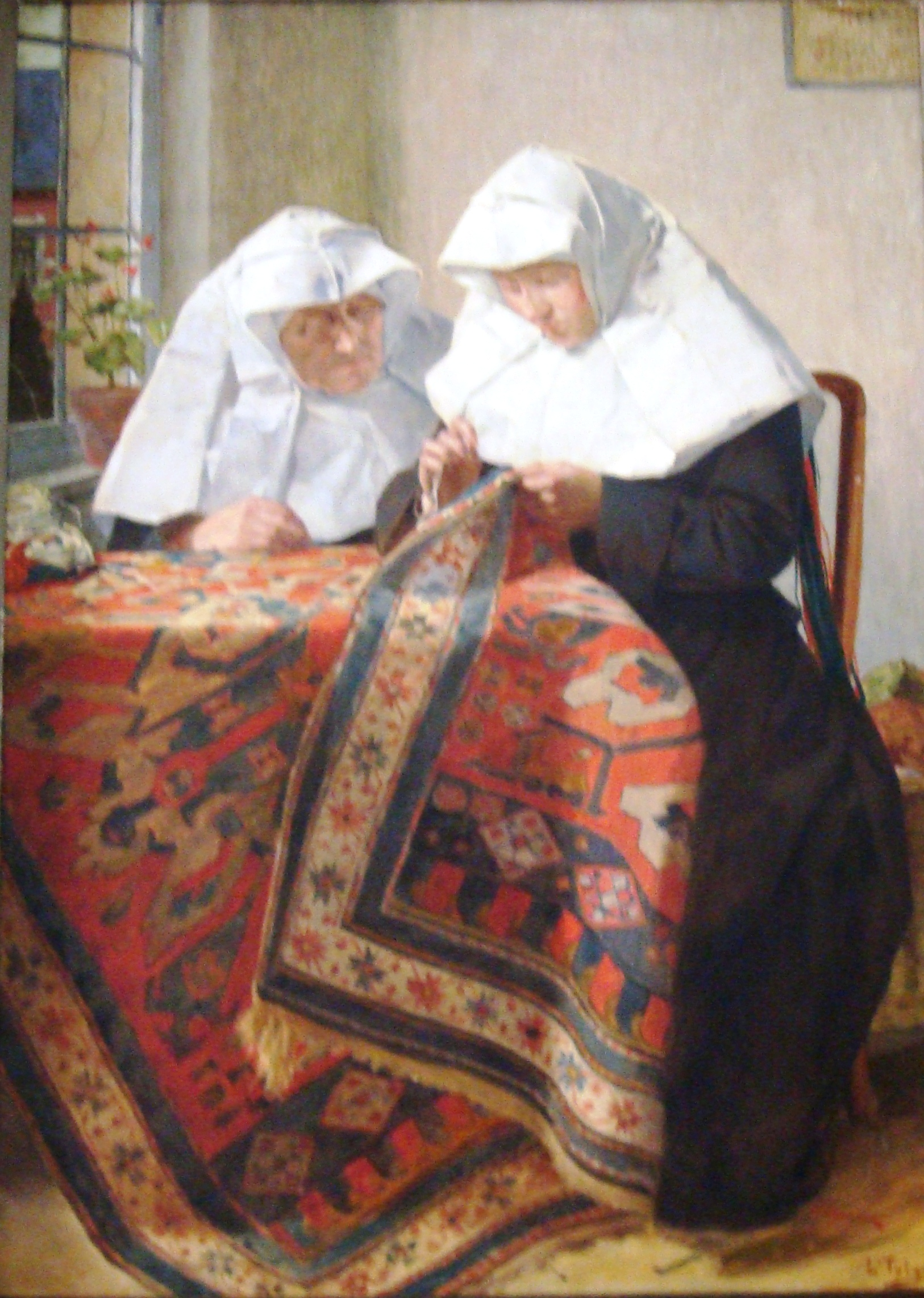
Béguines au travail (1900), Musée des Beaux-Arts de Gand.
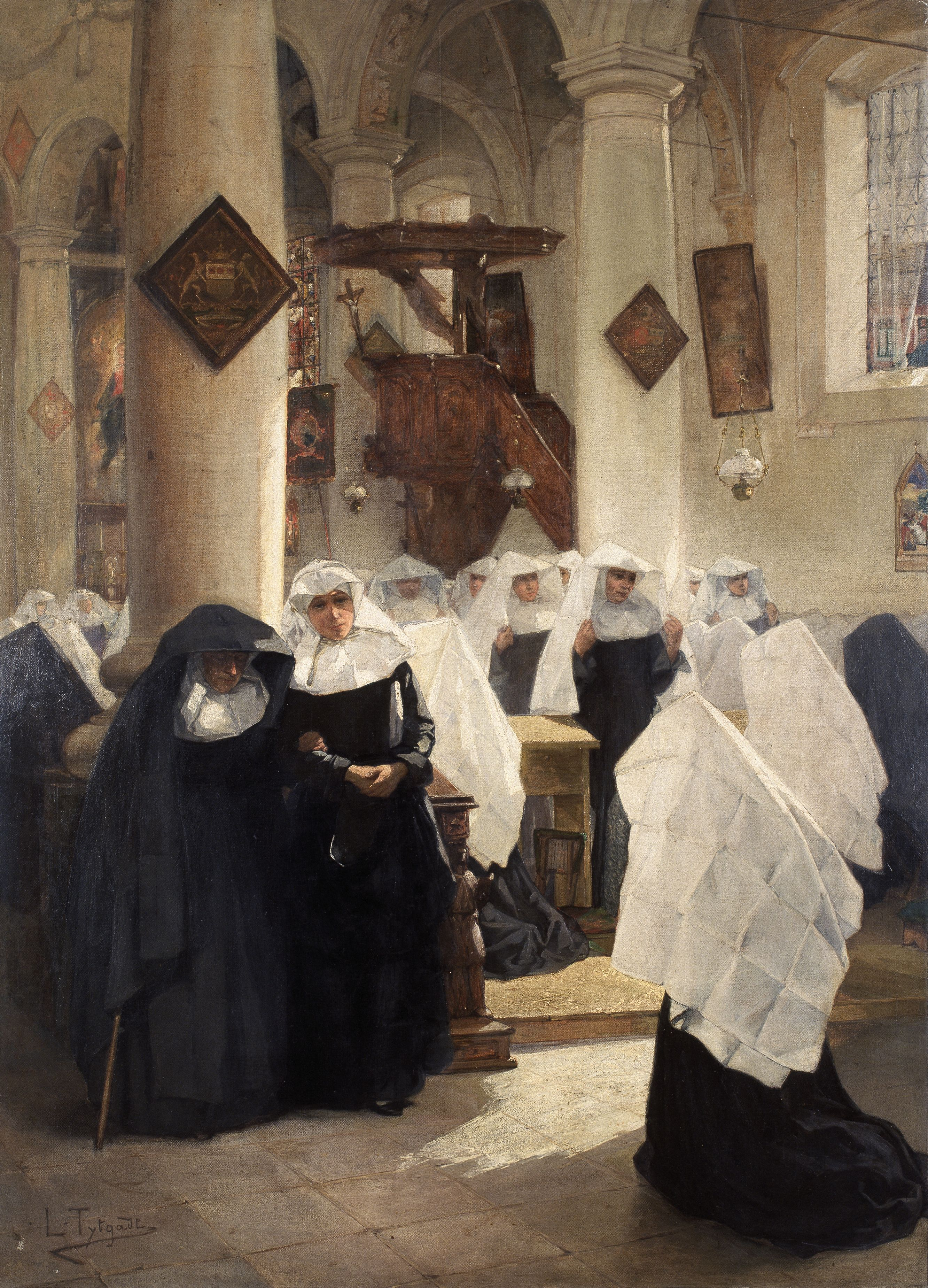
Après la messe au béguinage de Gand, Musée des Beaux-Arts de Gand.
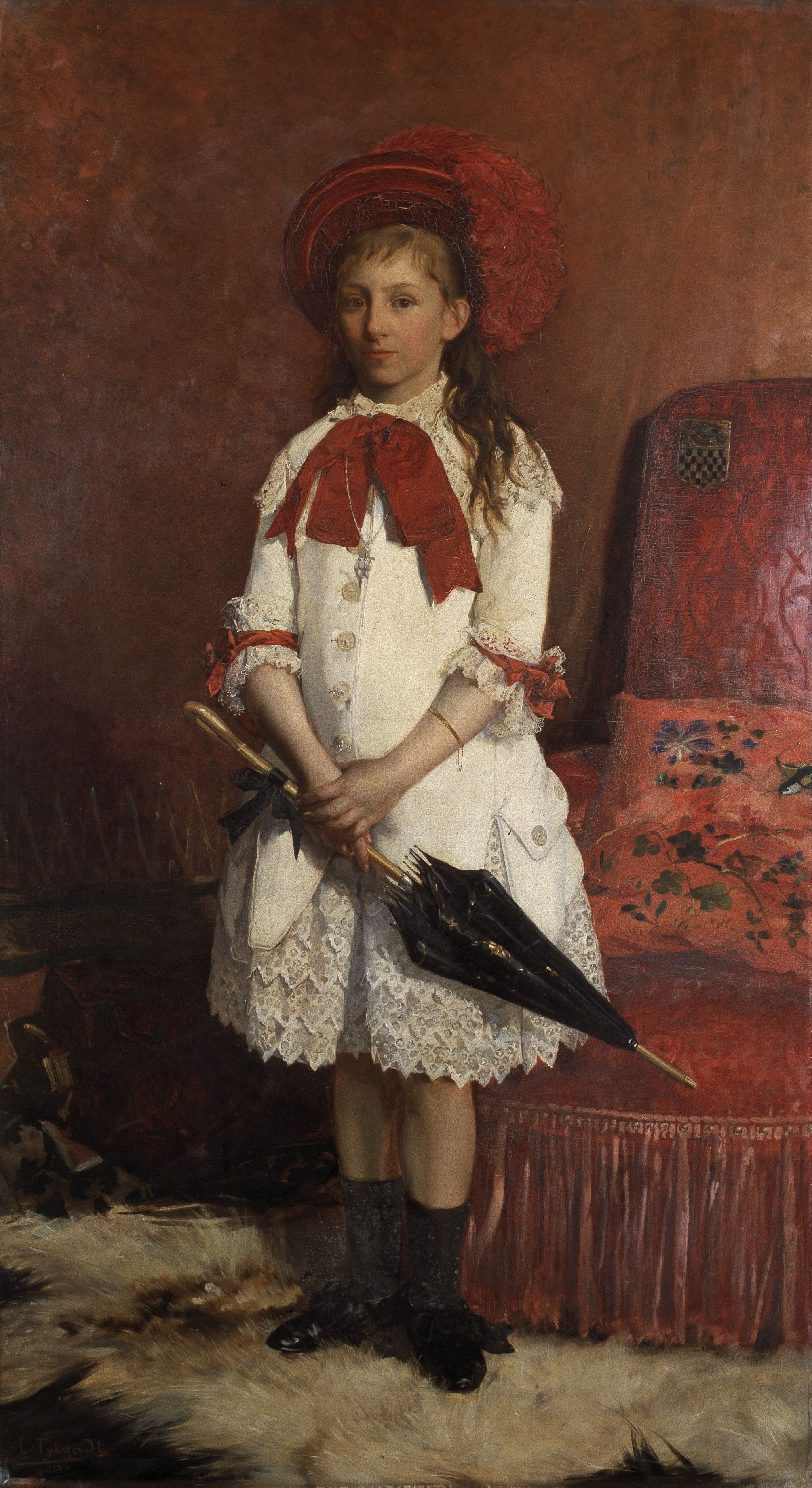
Inès de Kerchove d'Exaerde (1883), Musée des Beaux-Arts de Gand.
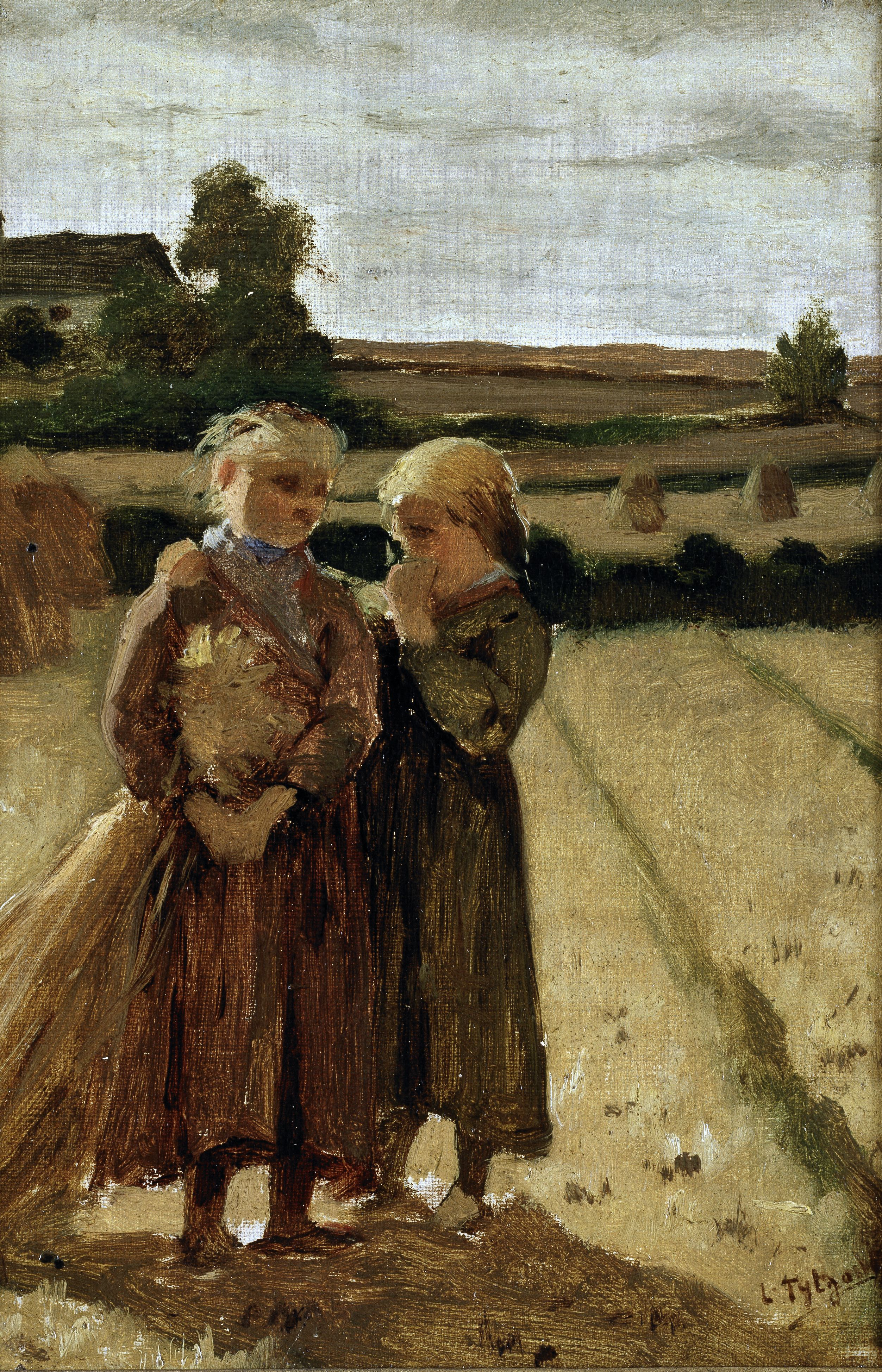
Fillettes au champ, Musée des Beaux-Arts de Gand.
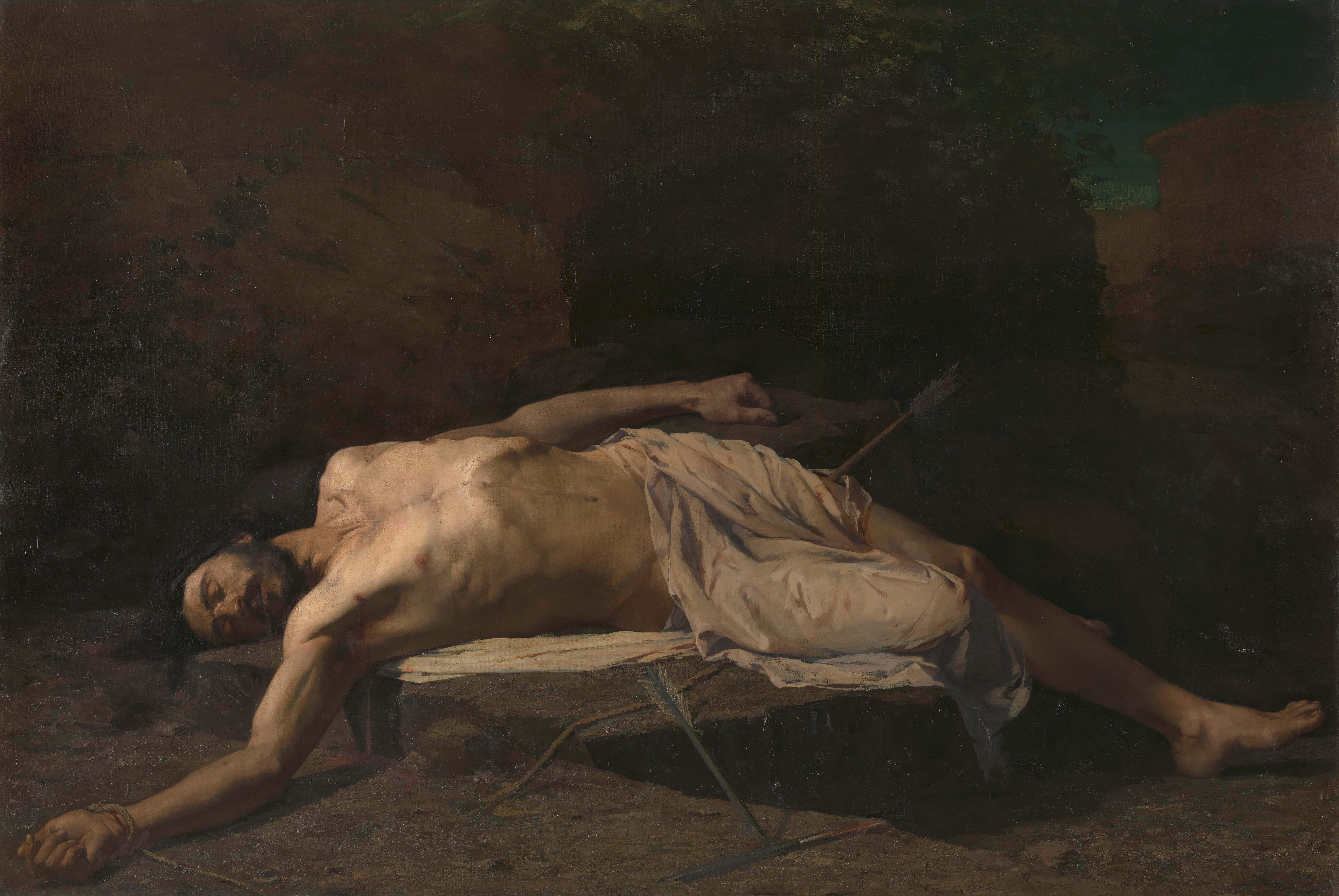
Le Martyre de saint Sébastien (1900), Musée des Beaux-Arts de Gand.

### Réception critique
Au début de sa carrière, lorsqu'il expose Dernier espoir de la mère de Moïse, en 1867, au Salon d'Anvers, la critique du quotidien L'Indépendance belge remarque que c'est : 

« une peinture d'assez de caractère. Le type de la figure de femme pourrait être plus beau, plus distingué, mais il ne manque pas d'une certaine ampleur ; ses regards levés au ciel sont expressifs ; la peinture a de la vigueur, de la franchise. Le petit Moïse est trop joli, trop rose ; c'est un enfant de boudoir […]. Les grands roseaux, au milieu desquels s'avance la mère du futur législateur des Hébreux, et le ciel qu'ils laissent entrevoir au fond, sont bien comme ton et comme faire. Cette partie accessoire du tableau est la plus réussie et lui donne un cachet qui n'est pas vulgaire. »

## Distinctions
- Chevalier de l'ordre de Léopold (4 mai 1881)[41].
- Officier de l'ordre de Léopold[6].
- Chevalier de l'ordre de la Couronne de chêne (Grand-duché de Luxembourg)[1].